# 前田哲男 (ジャーナリスト)
前田 哲男（まえだ てつお、1938年9月28日 - ）は、日本のジャーナリスト・軍事評論家。元東京国際大学国際関係学部教授、元沖縄大学客員教授。専門は軍事・安全保障論。

## 経歴
福岡県福岡市生まれ。県立福岡高校卒業後、長崎放送に入社、放送記者となる。1971年に退社後、ジャーナリストとしての活動を始める。

## 人物
日本社会党（現社会民主党）の安全保障問題に関するブレーンであり、日本とアメリカの軍事戦略に、その立場から平和主義を唱えて反対している。
2015年12月9日には憲政記念会館において、辻元清美議員の「政治活動20年へ、感謝と飛躍の集い in 東京」という政治資金規正法に基づく資金集めのパーティに参加している。
日本による対韓輸出優遇撤廃に反対する、＜声明＞「韓国は「敵」なのか」呼びかけ人の1人。

## 著書

### 単著
- 『棄民の群島――ミクロネシア被爆民の記録』（時事通信社, 1979年）第11回大宅壮一ノンフィクション賞ノミネート作品
- 『太平洋に日章旗』〈Century press〉、情報センター出版局、1980年4月。
- 『ミリタリ－・アンバランス――北進か南進か、引き裂かれる国家戦略』（情報センター出版局, 1981年）
- 『日本防衛新論――平和の構想と創造』（現代の理論社, 1982年）
- 『兵器大国日本――防衛投資とポスト・カー産業』（徳間書店, 1983年）
- 『武力で日本は守れるか』（高文研, 1984年）
- 『「核の時代」の問題意識』（情報センター出版局, 1985年）
- 『核戦争シミュレーション』（筑摩書房［ちくまライブラリー］, 1986年）
- 『戦略爆撃の思想――ゲルニカ-重慶-広島への軌跡』（朝日新聞社, 1988年／社会思想社［現代教養文庫］, 上下巻, 1997年／新訂版, 凱風社, 2006年）
- 『ぼくたちの軍隊――武装した日本を考える』（岩波書店［岩波ジュニア新書］, 1988年）
- 『自衛隊は何をしてきたのか？――わが国軍の40年』（筑摩書房［ちくまライブラリー］, 1990年／「自衛隊の歴史」に改題、ちくま学芸文庫, 1994年）
- 『非核太平洋　被爆太平洋――新編 棄民の群島』（筑摩書房, 1991年）
- 『PKO――その創造的可能性』（岩波書店［岩波ブックレット］, 1991年）
- 『日米軍事衝突の構造――20世紀戦争論 ここが理解できないと日本も消える』（徳間書店, 1992年）
- 『アジアが危ない！――冷戦の終焉と日本の戦略環境』（筑摩書房, 1992年）
- 『戦争と平和――戦争放棄と常備軍廃止への道』（ほるぷ出版, 1993年）
- 『カンボジアPKO従軍記』（毎日新聞社, 1993年）
- 『日本の軍隊（上・下）』（現代書館, 1994年）絵・貝原浩
- 『アジアは変わる』（近代文芸社, 1997年）
- 『在日米軍基地の収支決算』（筑摩書房［ちくま新書］, 2000年）
- 『有事法制――何がめざされているか』（岩波書店［岩波ブックレット］, 2002年）

### 共著
- 高木仁三郎『核に滅ぶか?』〈こみち双書2〉、径書房、1984年12月10日。
- 手嶋龍一『中ソ国境 : 国際政治の空白地帯』日本放送出版協会、1986年5月20日。
- 纐纈厚『東郷元帥は何をしたか―昭和の戦争を演出した将軍たち』（高文研, 1989年）
- 橋本勝『バイバイ核兵器――テツオとマサルのイラストノート』　（第三書館, 1990年）
- 和田春樹『くずれる国つながる国――ロシアと朝鮮　日本近隣の大変動』（第三書館, 1993年）
- 志方俊之『自衛隊はどこへ行く――冷戦後の日本の安全保障を論ず』（日本評論社, 1994年）

### 編著
- 『自衛隊をどうするか』（岩波書店［岩波新書］, 1992年）
- 『検証・PKOと自衛隊』（岩波書店, 1996年）
- 『岩波小辞典　現代の戦争』（岩波書店, 2002年）
- 『国会審議から防衛論を読み解く』（三省堂, 2003年）飯島滋明との共編著